# 1-й Инженерный мост
Первый Инженерный мост (бывший Летний мост) — автодорожный металлический рамный мост через реку Мойку в Центральном районе Санкт-Петербурга, соединяющий остров Летний сад и Спасский остров. Объект культурного наследия России федерального значения.

## Расположение
Является продолжением западной (нечётной) набережной Фонтанки между Михайловским замком и Летним садом у истока Мойки. Образует ансамбль с расположенным рядом Пантелеймоновским мостом через Фонтанку. Рядом с мостом находится памятник Чижику-Пыжику. Ниже по течению находится 1-й Садовый мост.
Ближайшая станция метрополитена — «Гостиный двор».

## Название
Находившийся на этом месте пешеходный деревянный мост с 1760-х годов назывался Летним, по Летнему дворцу Елизаветы Петровны. Существующее название мост получил в 1882 году по находящемуся рядом Михайловскому (Инженерному) замку. Михайловский замок получил второе название — Инженерного, когда при императоре Николае I в здании бывшей резиденции его отца Павла I разместилось военное инженерное училище, среди курсантов которого был будущий писатель Достоевский.

## История
Первая переправа в этом месте появилась в 1710-х годах после переустройства русла Мойки. Новый деревянный мост был построен в 1760-х годах. В 1824—1825 годах на его месте по проекту инженеров П. П. Базена и Э. К. Клапейрона был сооружён новый арочный мост, который имел свод из чугунных облегчённых тюбингов с овальными отверстиями в днищах и стенках, что обеспечивало лёгкость конструкции. Металлические конструкции моста изготовили на Александровском чугунолитейном заводе и на заводе К. Н. Берда. Пролётное строение опиралось на опоры бутовой кладки, облицованные гранитом чистой тёски. Основания под береговые устои были выполнены в виде ростверка на сваях. Фасады арок украшены накладными отливками из чугуна в виде античных щитов и шлемов. Фонари изготовлены в виде пучков скрещённых копий, соединённых посреди переплетающимися венками.

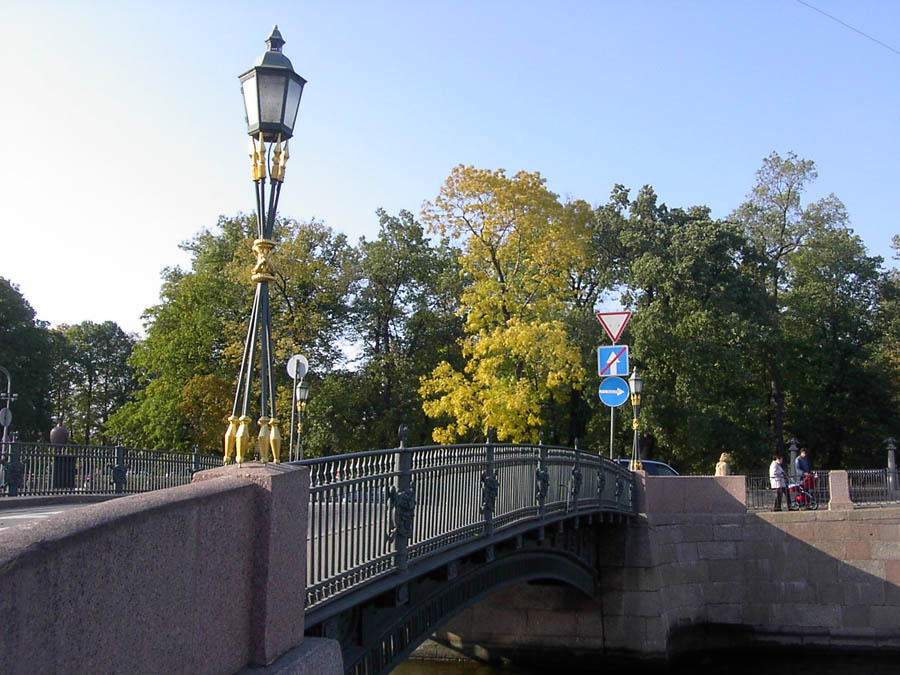
Мост на фоне Летнего Сада

Решётка перил моста, спроектированная П. П. Базеном (возможно, по рисунку архитектора Л. И. Шарлеманя) представляет собой короткие копья-дротики, соединённые горизонтальными тягами. Столбы решётки выполнены в виде ликторских пучков, на которых укреплены мечи и щиты с изображением головы Медузы Горгоны. Решётка, установленная на мосту в 1826 году, была повторена Л. Шарлеманем для южной ограды Летнего сада.
Мост простоял около 120 лет и в 1946 году движение по мосту было закрыто из-за просадки опор и прогрессирующих деформаций пролётного строения. В 1952—1954 годах мост был перестроен, чугунный свод заменён стальной преднапряжённой рамой с криволинейно очерченным ригелем и с железобетонной плитой проезжей части. Проект реконструкции разработал инженер института «Ленгипроинжпроект» Б. Б. Левин. Работы выполнило СУ-3 треста «Ленмостострой» под руководством инженеров К. В. Учаева и И. Е. Лившица. При этом внешний облик моста был искажён.
К 1955 году были восстановлены декор фасадов и перильное решётки. Шестигранные фонари воссозданы по проекту архитектора А. Л. Ротача. В 1994 году рядом с мостом установили Памятник Чижику-Пыжику. В 2002 году проведена очередная реставрация моста, в 2019—2020 годах было заменено мостовое полотно.